# Жюгжда, Юозас Ионович
Юозас Ионович Жюгжда (лит. Juozas Žiugžda; 1 марта 1893 — 27 марта 1979) — советский хозяйственный, государственный и политический деятель.

## Биография
Родился 1 марта 1893 года в деревне Плиняй. В 1929 году окончил Литовский университет в Каунасе по специальности литовский язык и литература.
С 1929 года — на хозяйственной, общественной и политической работе. В 1940—1941 гг. был заместитель наркома просвещения Литовской ССР. В 1943 году назначен наркомом просвещения Литовской ССР. В 1946—1948 гг. был министром просвещения Литовской ССР. член ЦК КП Литвы, вице-президент АН Литовской ССР, директор института истории АН Литовской ССР, профессор Вильнюсского университета. Член ВКП(б) с 1947 года.
Избирался депутатом Верховного Совета СССР 2-го созыва.
Награждён пятью орденами. 
Умер в Вильнюсе в 1979 году. Именем Ю. Жюжгды была названа улица в вильнюсском районе Жверинас — сейчас это улица Т. Нарбута.

## Сочинения
- Reakcinė katalikų dvasininkija — amžinas lietuvių tautos priešas. Kaunas, 1948.
- Katalikų bažnyčios ekspansija į Pabaltijį ir į Rytų Europą. Vilnius, 1962
- Lietuvių ir rusų tautų santykiai istorinio vystymosi eigoje. Kaunas, 1964
- Antanas Mackevičius. 1863—1864 m. sukilimo reikšmė lietuvių tautos istorijoje. Vilnius, 1971

- Историческое значение присоединения Литвы к России в конце XVIII — начале XIX в., в сборнике: Исторические записки, т. 46, М., 1954.